# Supachai Komsilp
Supachai Komsilp ou ศุภชัย คมศิลป์ en thaï, né le 18 février 1980 à Surat Thani, est un footballeur thaïlandais.

## Palmarès

### En club
- Krung Thai Bank :
  - Champion de Thaïlande en 2003 et 2004.

- Bangkok Glass :
  - Vainqueur de la Coupe de la Reine en 2009.
  - Vainqueur de la Supercoupe de Thaïlande en 2009.
  - Vainqueur de la Coupe de Singapour en 2010.